# John Barrow (podróżnik)
John Barrow (ur. 19 czerwca 1764 w Dragley Beck, zm. 23 listopada 1848 w Londynie) – angielski geograf i podróżnik, pracujący dla administracji Imperium brytyjskiego.
W 1792 roku brał udział w wyprawie do Chin, zaś w latach 1792–1802 uczestniczył w wyprawie do południowej Afryki. Barrow stworzył podstawy geografii południowej Afryki. Pisał na temat historii wypraw arktycznych.
Na jego cześć nazwano miasto na Alasce Barrow, przylądek na Alasce Point Barrow, oraz cieśninę na Oceanie Arktycznym Cieśnina Barrowa.
Posiadał tytuł szlachecki Sir.